# This Shit Flies
This Shit Flies – polska grupa grająca progresywny rock i Ambient hard rock działająca w Krakowie od 2008, jako solowy projekt, na początku roku 2010 przekształcona w kwartet.

## Historia
Zespół w początkach był głównie solową pracą gitarzysty Tomasza Marona, który komponował różne ścieżki jako muzykę filmową. Po pewnym czasie puścił nagrania wokaliście - krakowskiej grupy The Road - Adamowi Paściak z którym już wcześniej współpracował przy tworzeniu muzyki filmowej oraz pop-rockowejowej. W wyniku połączenia sił z luźnych kompozycji zaczęły wyłaniać się gotowe zaaranżowane [utwory]. W niedługim czasie dwójka uznała, że ma zamiar zaprezentować się szerszej publiczności w pracy zespołowej. Do współpracy zaproszono perkusistę Jasona Polakowskie'go który udzielał się na chicagowskiej scenie rockowej od dłuższego czasu, jazzującego basistę Łukasz Sromka oraz klawiszowca Andrzeja Stasinkiewicza. Zespół wspólnymi siłami dokonał ostatnich szlifów przygotowanego materiału i rozpoczął promowanie materiału. W międzyczasie powstała płyta EP [Will This Fly ?], zawierająca trzy utwory - Membrane, Creation oraz Metropolis Haze oraz EP [Drugs wont help you anymore!] stanowiące kooperację gitarzysty i perkusisty zespołu. Odnośnie do brzmienia, inspiracji – zespół charakteryzuje mocne rockowe uderzenie okraszone ambientowym, klimatycznym klawiszem. Styl reprezentowany przez grupę charakteryzuje oscyluje pomiędzy licznymi odłamami muzyki rockowej czy industrialnej.
Muzycy grupy poświęcają się też licznym pobocznym projektom, jak między innymi wciąż uczestniczą w życiu dawnego zespołu The Road, przekształconego w akustyczny duet.

## Muzycy
- Tomasz Marona – gitara, instrumenty klawiszowe, kompozytor (2008–)
- Adam Paściak – śpiew (2009–)
- Andrzej Stasinkiewicz – instrumenty klawiszowe (2010–)
- Łukasz Sromek – gitara basowa (2010–)
- Jason Polakowski – perkusja (2010–)

## Dyskografia[1]
Will This Fly ? - EP 2009

Drugs wont help you anymore! - EP 2010